# Хантерсвилл (тауншип, Миннесота)
Хантерсвилл (англ. Huntersville) — тауншип в округе Уодина, Миннесота, США. На 2000 год его население составило 128 человек.

## География
По данным Бюро переписи населения США площадь тауншипа составляет 92,9 км², из которых 90,3 км² занимает суша, а 2,6 км² — вода (2,82 %).

## Демография
По данным переписи населения 2000 года здесь находились 128 человек, 51 домохозяйства и 39 семей. Плотность населения —  1,4 чел./км². На территории тауншипа расположено 84 постройки со средней плотностью 0,9 построек на один квадратный километр. Расовый состав населения: 99,22 % белых и 0,78 % коренных американцев.
Из 51 домохозяйств в 31,4 % воспитывались дети до 18 лет, в 66,7 % проживали супружеские пары, в 9,8 % проживали незамужние женщины и в 21,6 % домохозяйств проживали несемейные люди. 21,6 % домохозяйств состояли из одного человека, при том 7,8 % из — одиноких пожилых людей старше 65 лет. Средний размер домохозяйства — 2,51, а семьи — 2,93 человека.
26,6 % населения — младше 18 лет, 4,7 % — в возрасте от 18 до 24 лет, 30,5 % — от 25 до 44, 28,1 % — от 45 до 64, и 10,2 % — старше 65 лет. Средний возраст — 39 лет. На каждые 100 женщин приходилось 103,2 мужчин. На каждые 100 женщин старше 18 приходилось 104,3 мужчин.
Средний годовой доход домохозяйства составлял 32 500 долларов, а средний годовой доход семьи —  35 000 долларов. Средний доход мужчин —  18 750  долларов, в то время как у женщин — 24 063. Доход на душу населения составил 12 320 долларов. За чертой бедности находились 15,2 % семей и 25,2 % всего населения тауншипа, из которых 30,8 % младше 18 лет.